# Eliza Dushku
Eliza Patricia Dushku (Watertown, Massachusetts, 30 december 1980) is een Amerikaans actrice van Albanese afkomst.

## Levensloop
Dushku groeide op in de omgeving van Boston, Massachusetts. Doordat haar ouders scheidden voordat zij geboren was werd Eliza opgevoed door haar moeder en haar drie oudere broers. Haar broer Nate Dushku is ook acteur. Eliza is van gemengd Albanese en Deense afkomst. Haar grote voorbeeld is Jamie Lee Curtis. Ze werd ontdekt tijdens een auditie van haar broer Nate. Ze viel, kreeg een bloedneus, maakte een scène, omdat ze volgens eigen zeggen nogal een dramaqueen was en zo kreeg niet broer Nate de rol maar Eliza zelf.
Dushku speelde onder meer in de televisieserie Buffy the Vampire Slayer. Verder had ze de hoofdrol in Tru Calling en bijrollen in That '70s Show, Angel en King of the Hill. Vanaf februari 2009 is Eliza te zien in de Amerikaanse serie Dollhouse, waarin ze de rol van Echo speelt.
Ze neemt als trofee altijd de rugleuning van de stoel van de regisseur mee naar huis. Zij doet geen naaktscènes, daarover zei ze: 'Je hebt een betere kans om God te zien dan mij naakt.' Toch was ze topless te zien in The Alphabet Killer en stripte ze tot aan haar lingerie in de film Nobel Son.
Dushku steunde de verkiezingscampagne van John Kerry.
Dushku heeft relaties gehad met Michael Bortone en Brad Penny en voormalig LA Lakers basketballer Rick Fox, maar sinds 2018 is ze getrouwd met vastgoedondernemer Peter Palandjian. Samen hebben ze twee zoons.
Ze speelde in de videoclips I'm just a kid van Simple Plan en Rockstar van Nickelback.
In 2018 bracht The New York Times naar buiten dat CBS Dushku 9,5 miljoen dollar had betaald, nadat ze uit de serie Bull was geschreven. Dit gebeurde nadat Dushku acteur Michael Weatherly, met wie ze te zien was in de serie, in 2016 beschuldigd had van seksueel ongepast gedrag.

## Filmografie
- Eloise (2017) - Pia Carter
- The Saint (2017, tv-film) - Patricia
- Jane Wants a Boyfriend (2015) - Bianca
- Dear Albania (2015, documentaire) - Haarzelf
- The Scribbler (2014) - Silk
- Jay and Silent Bob's Super Groovy Cartoon Movie (2013) - "Lippenstift lesbo" (stemrol)
- DC Showcase: Catwoman (2011) - Catwoman (stemrol, kortfilm)
- Batman: Year One (2011) - Selina/Catwoman (stemrol)
- Locked In (2010) - Renee
- Open Graves (2009) - Erica
- Bottle Shock (2008) - Joe
- The Coverup (2008) - Monica Wright
- The Alphabet Killer (2008) - Megan Paige
- Nobel Son (2007) - Sharon "City" Hall
- On Broadway (2007) - Lena Wilson
- Sex & Breakfast (2007) - Renee
- Wrong Turn (2003) - Jessie Burlingame
- The Kiss (2003) - Megan
- Buffy the Vampire Slayer: Chaos Bleeds (2003, videospel) - Faith (stemrol)
- City By the Sea (2002) - Gina
- The New Guy (2002) - Danielle
- Soul Survivors (2001) - Annabel
- Jay and Silent Bob Strike Back (2001) - Sissy
- Bring It On (2000) - Missy Pantone
- Race the Sun (1996) - Cindy Johnson
- Journey (1995, tv-film) - Cat
- Bye Bye, Love (1995) - Emma Carlson
- True Lies (1994) - Dana Tasker
- Fishing With George (1994)
- This Boy's Life (1993) - Pearl
- That Night (1992) - Alice Bloom

### Televisie
- Bull (2017) - J.P. Nunnelly
- Banshee (2016) - Veronica Dawson
- Princess Rap Battle (2016) - Rapunzel
- Con Man (2016) - Cindy
- Hulk and the Agents of S.M.A.S.H. (2013-2015) - (She-Hulk / Citizen #1 / Automated Voice) (stemrollen)
- Leap Year (2012) - June Pepper
- Torchwood: Web of Lies (2011) - Holly Mokri (stemrol)
- Dollhouse (2009-2010) - Echo
- Reading Rainbow (2005 gastoptreden) - Verteller
- That '70s Show (2005 gastoptreden) - Sarah
- Tru Calling (2003-2005) - Tru Davies
- Punk'd (2003) - Zichzelf
- Angel (2000, 2003 gastoptredens) - Faith Lehane
- Buffy the Vampire Slayer (1998-2000, 2003 gastoptredens) - Faith Lehane